# Лоара
Лоа̀ра (на френски: Loire, Лоар) е най-голямата река във Франция (департаменти Ардеш, Горна Лоара, Лоар, Сона и Лоара, Алие, Ниевър, Шер, Лоаре, Лоар и Шер, Ендър и Лоара, Мен и Лоара и Атлантическа Лоара), вливаща се в Атлантическия океан. Дължина 1012 km, площ на водосборния басейн 117 480 km².

## Етимология
Съвременното име на Лоара произлиза от латинското ѝ име Liger, което от своя страна е транскрипция на галското (келтското) име на реката. Галите използвали думата liga, което означавало „нанос“, „утайка“ и произлизало от праиндоевропейския корен *legh- (лежа).

## Географска характеристика

### Извор, течение, устие
Река Лоара води началото си на 1377 m н.в. от югоизточните склонове на планината Вивера (югоизточната част на Централния Френски масив (ЦФМ) в западната част на департамента Ардеш. В горното си течение (456 km) до устието на река Алие Лоара е типична планинска река с дълбока и тясна долина, като пресича от юг на север източната част на ЦФМ. В този участък тя получава 10 притока с дължина над 50 km, 4 от които са с дължина над 100 km – Ару, Бебър, Арон и Алие.
След устието на Алие Лоара навлиза в Лоарската долина, като постепенно завива на северозапад и запад. Нейното средно течение (409 km) се простира между устията на реките Алие и Мен. В този участък Лоара става голяма река с типичен равнинен характер – много широка и плитка долина и бавно и спокойно течение. Тук реката получава своите най-пълноводни притоци, пет от които са дълги над 100 km – Беврон, Шер, Ендър, Виен и Туе.
Долното течение на Лоара с дължина 147 km се простира от устието на река Мен при град Анже до океана. В този участък Лоара става много голяма и пълноводна река (ширина на коритото 300 – 500 m), достъпна в най-долното си течение за морски кораби. Най-големият ѝ приток в този участък е река Севър Нантьоз. Влива се в североизточната част на Бискайския залив на Атлантическия океан, чрез дълъг и широк естуар при град Сен Назер (департамент Атлантическа Лоара).

### Водосборен басейн, притоци
Водосборният басейн на Лоара обхваща площ от 117 480 km², което представлява над 21,53% от територията на Франция. Речната ѝ мрежа е едностранно развита с по-дълги леви притоци и по-къси десни, с изключение на речната система на късата (12 km) река Мен с нейните съставящи Сарт с Лоар и Майен. На север и североизток водосборният басейн на Лоара граничи с водосборните басейни на реките Вилен, Куенон, Селюн, Вир, Орн и Сена, вливащи се в Атлантическия океан, на изток и югоизток – с водосборния басейн на река Рона, а на юг и югозапад – с водосборните басейни на реките Гарона, Дордон, Шарант, Севър Ньортез, Ле и други по-малки, вливащи се в Атлантическия океан.
Лоара получава множество притоци, като 22 от тях са с дължина над 50 km, в т.ч. 8 – над 100 km:
Притоците на Лоара са подредени от устието към извора ѝ, като е посочен километърът, на който се вливат, посоката от която се вливат → ляв приток, ← десен приток, дължината и площта на водосборния басейн
- 64 → Севър Нантьоз (159 km, 2356 km²)
- 65 ← Ердър (97 km, 836 km²)
- 110 → Евър (92 km, 573 km²)
- 147 ← Мен (12 km, 21 194 km²)
  - 15 → Сарт (313 km, 16 374 km²)
    - 16 → Лоар (311 km, 7925 km²)

  - 15 ← Майен (202 km, 5820 km²)
- 135 → Лейон (90 km, 950 km²)
- 152 ← Отьон (66 km, 1400 km²)
- 192 → Туе (142 km, 3396 km²)
- 208 → Виен (372 km, 21 161 km²)
- 217 → Ендър (279 km, 3280 km²)
- 244 → Шер (368 km, 13 920 km²)
- 269 ← Сис (81 km, 1295 km²)
- 307 → Беврон (115 km, 2195 km²)
- 504 ← Вовиз (67 km, 392 km²)
- 556 → Алие (421 km, 14 321 km²)
- 589 → Аколен (62 km, 384 km²)
- 597 ← Орон (104 km, 1600 km²)
- 649 → Бебър (106 km, 762 km²)
- 676 ← Ару (132 km, 3174 km²)
- 686 ← Арконс (99 km, 599 km²)
- 743 ← Рен (60 km, 427 km²)
- 872 → Анс (69 km, 410 km²)
- 880 ← Линьон (85 km, 651 km²)

### Хидроложки показатели
Река Лоара има предимно дъждовно подхранване, като оттокът на реката рязко се изменя през сезоните. Максималният отток е през февруари и март в резултат от застъпването на снеготопенето в Централния Френски масив (ЦФМ) и обилните дъждове през сезона, когато често явление са внезапните прииждания, причиняващи големи наводнения в миналото (1856, 1866 и 1911 г. катастрофални), а минималният – през август и септември. Среден годишен отток в долното течение 843 m³/sec, максимален 6000 – 8000 m³/sec. От устието ѝ до град Нант влияние върху оттока ѝ оказват и морските приливи, които навлизат нагоре по течението ѝ

## Стопанско значение, селища
Лоара има важно транспортно и иригационно значение. В най-долното течение (до град Нант, 53 km) е плавателна за морски кораби без шлюзове. Следващите 84 km (до град Анже), също без шлюзове е плавателна за дълбоко газещи речни кораби. От там до град Бриар (департамента Лоаре), отново без шлюзове е плавателна за плиткогазещи речни съдове. Покрай следващите 196 km от течението ѝ (между Бриар и Дигуен) е изграден успоредно на нея плавателен канал с 36 шлюза, а последните 56 km, до град Роан са плавателни също чраз успореден на нея канал с 10 шлюза. Чрез система от плавателни канали Лоара е съединена с речните системи на реките Сена, Сона и Рейн. В долното течение част от водите ѝ се отклоняват за напояване.
Долината на реката е гъсто заселена, като най-големите селища са градовете: Ле Пюи ан Веле (департамент Горна Лоара), Роан (департамент Лоар), Невер (департамент Ниевър), Орлеан (департамент Лоаре), Блоа (департамент Лоар и Шер), Тур (департамент Ендър и Лоара), Анже (департамент Мен и Лоара).

## Забележителности
Средната част от течението ѝ е известна под името Долината на Лоара и е включена в списъка на ЮНЕСКО за световното наследство. Тук се издигат множество късноготически и ренесансови замъци от ХV и ХVІ век (Амбоаз, Езе льо Ридо, Блоа, Шамбор, Шенонсо и др.), отличаващи се със сложна, но рационална композиция, строга разчлененост на фасадните декори, филигранност и изисканост на отделните архитектурни форми.